# マンフレッド・マン

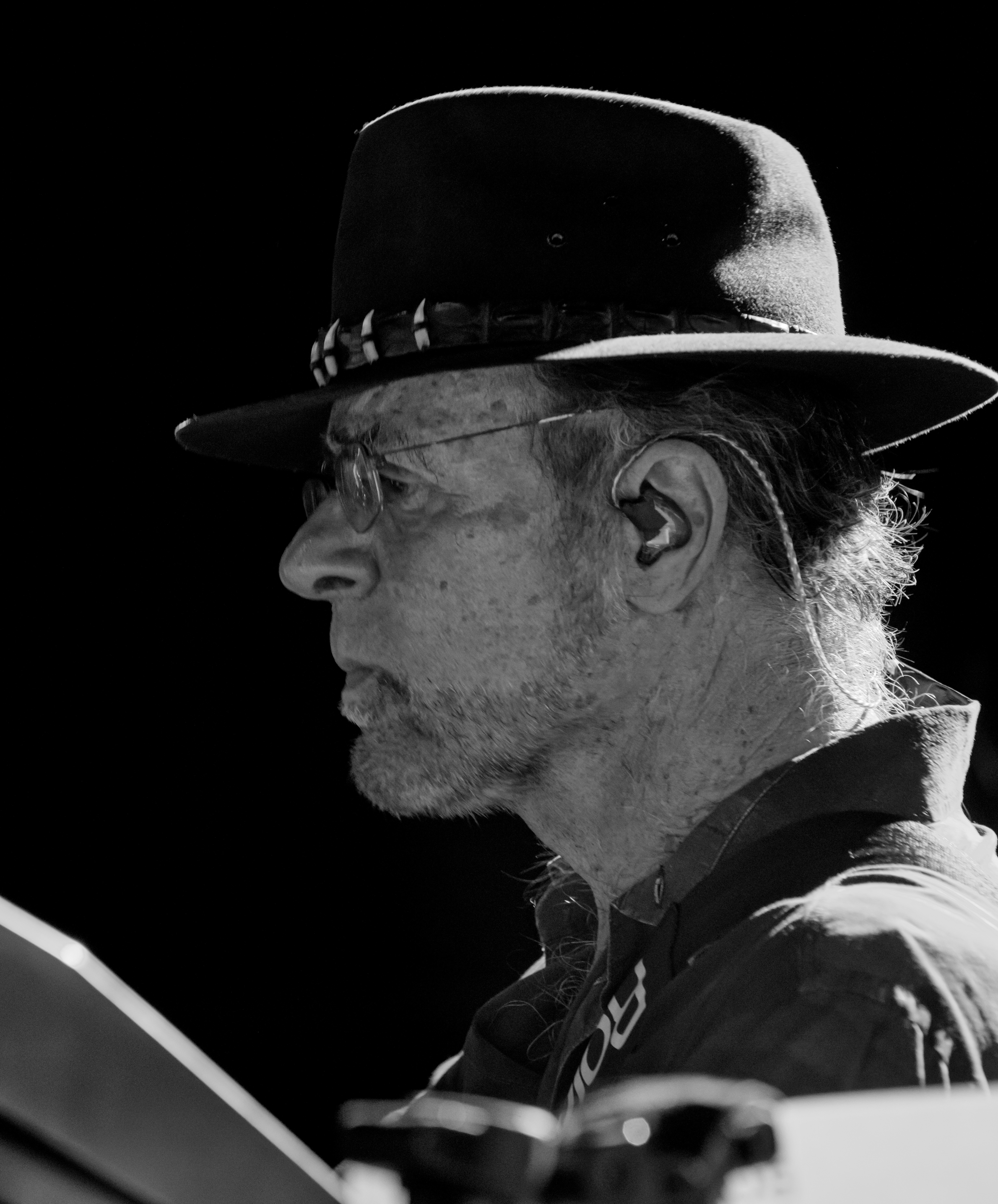
マンフレッド・マン、2017年にドイツ、フライブルクで開催されたツェルト・ムジークフェスティバルで。

マンフレッド・マン (Manfred Mann) の芸名で知られるマンフレッド・セプス・ルボウィッツ (Manfred Sepse Lubowitz, 1940年10月21日 - ) は、南アフリカ共和国出身のキーボード奏者、アレンジャー、歌手、ソングライター。彼は、マンフレッド・マン、マンフレッド・マン・チャプター・スリー、マンフレッド・マンズ・アース・バンドの創設メンバーおよびバンド名の由来として最もよく知られる。

## 生い立ちおよび経歴
ルボウィッツはヨハネスブルグのユダヤ人家族で、デビッド・ルボウィッツとアルマ・コーエンの間に生まれる。ウィットウォーターズランド大学で音楽を専攻し、ヨハネスブルグにおける多くのクラブにジャズピアニストとして出演した。
生まれ故郷の南アフリカのアパルトヘイトに強く反対したルボウィッツは1961年にイギリスに移住し、マンフレッド・マン（Manfred Manne, ジャズドラマーのシェリー・マンにちなむ）という名で「ジャズニュース」の執筆を開始した。名前はまもなく Manfred Mann と短縮された。翌年クラクトンの海水浴場のホリデーキャンプでドラマー兼キーボード奏者のマイク・ハグと出会い、マン・ハグ・ブルース・ブラザーズという大人数のブルースジャズバンドを結成した。このバンドは最終的に5つのグループに発展し、1963年にEMIとのレコード契約を結んだ。

彼らはレーベルのレコードプロデューサーの提案でバンドの名をマンフレッド・マンに変更し、1964年から1969年にかけて「Do Wah Diddy Diddy」（オリジナルはThe Exciters）、「Sha La La」（オリジナルはシュレルズ）、「プリティ・フラミンゴ」、「マイティ・クイン」（ボブ・ディラン作）などのヒット作を次々と発表した。
マンフレッド・マンが1969年に解散すると、ルボウィッツはすぐにマイク・ハグと共に実験的なジャズロックバンドであるマンフレッド・マン・チャプター・スリーを結成した。2枚のアルバムを発表した後に解散し、ルボウィッツは1971年にマンフレッド・マンズ・アース・バンドを結成した。彼らの有名なヒット曲には「Spirit in the Night」、「For You」、「光で目もくらみ」（ブルース・スプリングスティーン）、「Runner」（イアン・トーマス）、「Davy's on the Road Again」（ザ・バンド）、「天使のような君」（ボブ・ディラン）、「破壊者」（ザ・ポリス）、「Lies」（Through the 80s）、「Joybringer」（グスターヴ・ホルストの組曲『惑星』より「木星、快楽をもたらす者」が原曲）といった曲がある。

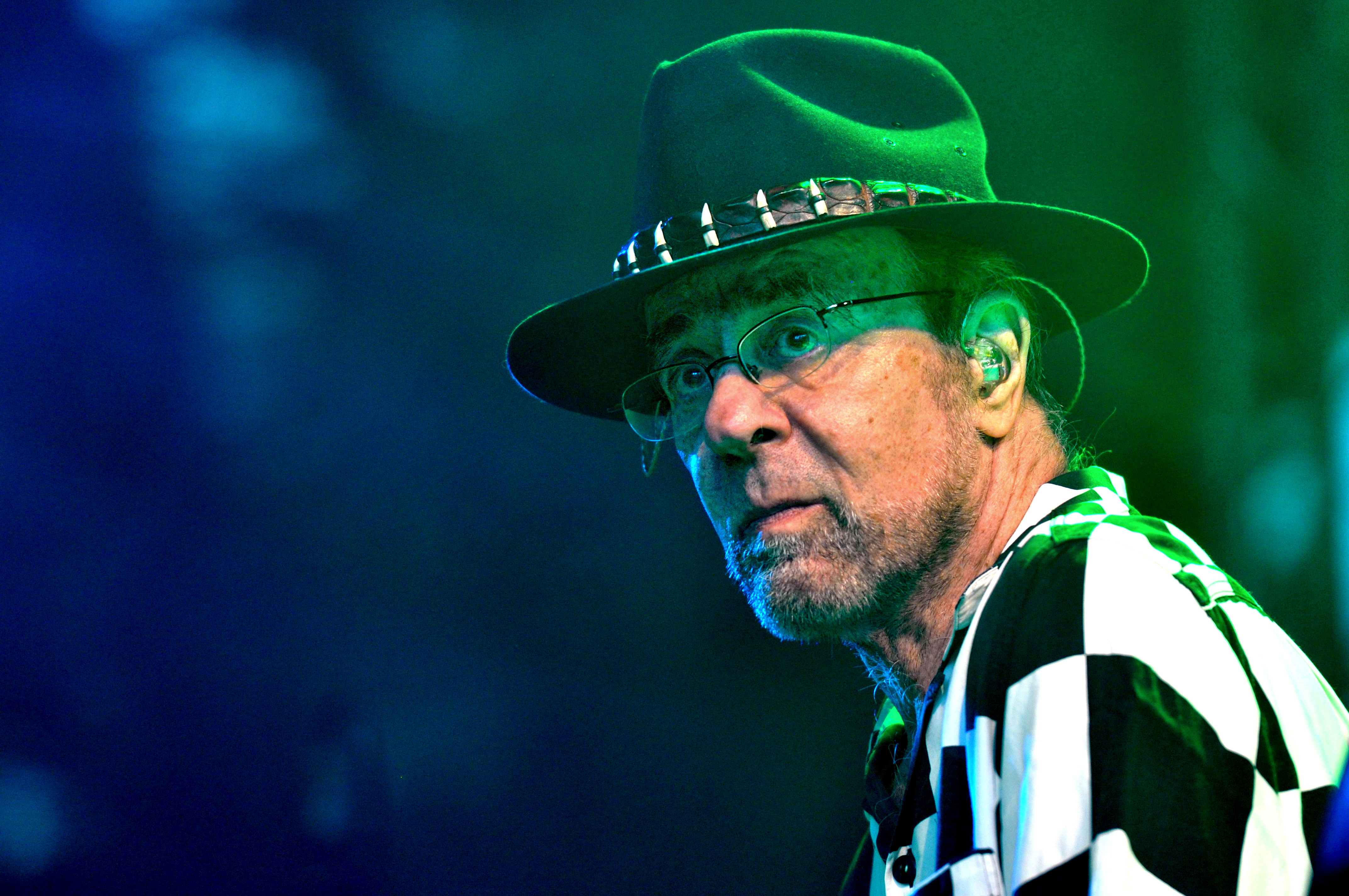
マンフレッド・マン、2016年

ルボウィッツは、1969年のジェス・フランコの映画「ビーナスの誘惑・美しき裸身の復讐」にもジャズピアニストとして出演し、映画音楽も担当した。彼はまた、ソロアルバム「Manfred Mann's Plain Music」と「Manfred Mann '06」をリリースしている。

## 音楽スタイル
ルボウィッツはキャリアを通じて1960年代初頭のピアノとオルガン、後にメロトロンも含む様々な鍵盤楽器を演奏してきたが、特にフィルターを多用してパーソナライズしたミニモーグシンセサイザーでの独特のソロ演奏で知られている。
彼のキーボードパーツはしばしば即興でジャズに触発されている。一例として、彼が「エクリプスド」誌のインタビューで説明したように、彼はシンセサイザーで音符を下に曲げる傾向がある。これはマイルス・デイヴィスから得たものだと彼は語っている。
2000年代には、彼はステージでローランドのキーターを使い、数曲を演奏してきた。そのキーターはゼブラストライプで飾られていること印象的である。

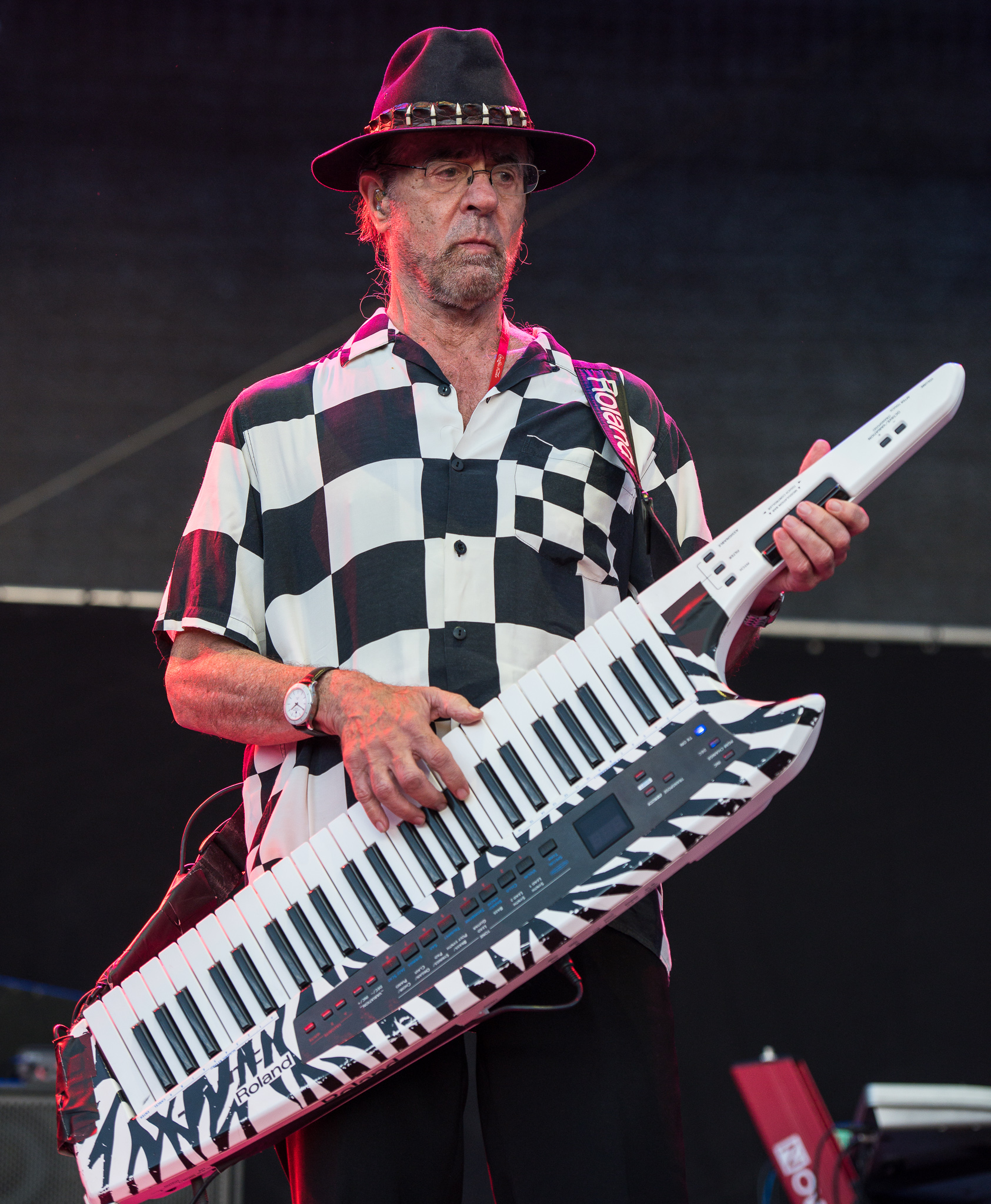
キーターを使うマンフレッド・マン

1970年代初頭、彼は「Black and Blue」という曲のイントロでドラムを演奏した（ビデオを参照）。

## ディスコグラフィ
- 『Plains Music』 (1991年) credited to Manfred Mann's Plains Music
- 『2006』 (2004年) credited to Manfred Mann '06 with Manfred Mann's Earth Band
- 『Lone Arranger』 (2014年)

## ゲスト参加作品
マンフレッド・マンは、ユーライア・ヒープの曲「七月の朝」（1971年）でミニモーグのソロを演奏した。 彼はまた、トレヴァー・ラビンのアルバム『ウルフ』（1981年）でキーボードを演奏した。

## 参照
1. 1 2  Robert M Corich and Andy Taylor, Sleeve Notes, The Best of Manfred Mann's Earth Band Re-Mastered, 1998
2. ↑  Benarde, Scott (2003). Stars of David: Rock'n'roll's Jewish stories. Hanover, NH: Brandeis University Press. p. 79
3. ↑  Roger Dopson, sleeve notes, Manfred Mann: The E.P. Collection, 1989
4. ↑  “Manfred Mann &No. 124; Free Music Videos, News, Photos, Interviews, Lyrics, Tour Dates, Ringtones”.   VH1. 2012年1月2日閲覧。
5. ↑  “Manfred Mann: Interview mit dem Wizard of Minimoog” (ドイツ語). KEYBOARDS (2017年3月20日). 2021年5月16日閲覧。